# بدل (نحو)
البدل، وأما الكوفيون فقال الأخفش يسمونه بالترجمة والتبيين. وقال ابن كيسان يسمونه بالتكرير، هو في علم النحو تابع لما قبله رفعا ونصبا وجرا مقصود بالحكم دون ما قبله.

## أنواعه

### بدل مطابق
البدل المطابق، أو بدل الكل من الكل، هو ما كان البدل فيه عين المبدل منه ومساويا له في المعنى، نحو سافرَ جارك سعيدُ.

### بدل البعض
البدل غير المطابق، أو بدل بعض من كل، هو أن يكون البدل جزء من المبدل منه، مثل قرأت الكتاب نصفه.

### بدل اشتمال
بدل الاشتمال هو الدال على معنى من المعاني التي اشتمل عليها المبدل منه دون أن يكون جزء منه، نحو ﴿قُتِلَ أَصْحَابُ الْأُخْدُودِ ۝٤ النَّارِ ذَاتِ الْوَقُودِ ۝٥﴾ [البروج:4–5]. أو في «وأطربني البلبل تغريدُه».

### بدل مباين
البدل المباين، نحو تصدقت بدرهم بدينار، وهو ثلاثة ضروب بحسب المقصود:
1. بدل الإضراب وهو أن تخبر عن المبدل منه بشيء، ثم يعن لك أن تخبر عنه بشيء آخر.
2. بدل الغلط وهو أنك لا تريد أن تخبر بأنك تصدقت بدرهم، وتريد أن تتصدق بدينار، ولكن غلط لسانك، وأخبرت عن تصدُّقك بدرهم.
3. بدل النسيان وهو أنك لا تريد الإخبار عن التصدق بالدرهم، فلما نطقت بذلك تبين لك هذا القصد.

## من أحكام البدل
1 – يشترط في بدل (البعض من الكل – وبدل الاشتمال) أن يكونا مشتملين على ضمير يربطهما بالمبدل منه سواء كان الضمير مذكورا، مثل:
– بعتُ التفاحَ نصفَه.
أو مستتراً، مثل قوله تعالى: (وَلِلَّهِ عَلَى النَّاسِ حِجُّ الْبَيْتِ مَنِ اسْتَطَاعَ إِلَيْهِ سَبِيلًا) (آل عمران 97).
أي: من استطاع منهم.
2 – يجب في البدل أن يكون مطابقاً للمبدل منه في العدد (الإفراد – التثنية – الجمع)، والنوع (التذكير – التأنيث)، مثل:
– جاء الفاتحُ عمرو.
ولا تشترط المطابقة في التعريف والتنكير.
3 – البدل إما بدل اسم من اسم، مثل:
– استقبلتُ زيدا أخاك.
أو بدل فعل من فعل، مثل:
– جلس المحدث ثم أخبرنا قال.
فـ (قال) فعل وهو بدل كل من كل (من الفعل أخبرنا).
أو بدل جملة من جملة، مثل:
قال تعالى: (أَمَدَّكُم بِمَا تَعْلَمُونَ. أَمَدَّكُم بِأَنْعَامٍ وَبَنِينَ) (الشعراء 132 – 133).

## من أمثلة البدل في القرآن الكريم
قال سبحانه وتعالى: (اهْدِنَا الصِّرَاطَ الْمُسْتَقِيمَ. صِرَاطَ الَّذِينَ أَنْعَمْتَ عَلَيْهِمْ) (الفاتحة 6 – 7).
صراط: بدل كل من كل (من الصراط) منصوب بالفتحة الظاهرة في آخره وهو مضاف.
– (وَلِلَّهِ عَلَى النَّاسِ حِجُّ الْبَيْتِ مَنِ اسْتَطَاعَ إِلَيْهِ سَبِيلًا) (آل عمران 97).
من: اسم موصول مبني على السكون في محل جر بدل بعض من كل للمبدل منه (الناس).
– (يَسْأَلُونَكَ عَنِ الشَّهْرِ الْحَرَامِ قِتَالٍ فِيهِ) (البقرة 217)
قتال: بدل اشتمال للمبدل منه (الشهر) مجرور بالكسرة الظاهرة في آخره.
– (إنَّ لِلْمُتَّقِينَ مَفَازًا. حَدَائِقَ) (النبإ 31 – 32).
حدائق: بدل كل من كل للمبدل منه (مفازا) منصوب بالفتحة الظاهرة في آخره، وهو ممنوع من الصرف لأنه على وزن (مفاعل).
– (لَنَسْفَعًا بِالنَّاصِيَةِ. نَاصِيَةٍ كَاذِبَةٍ خَاطِئَةٍ) (العلق 15 – 16).
ناصية: بدل كل من كل للمبدل منه (بالناصية) مجرور بالكسرة الظاهرة في آخره.

## الفرق بين البدل وعطف البيان
بالرغم من وجود تشابه بين عطف البيان والبدل، إلّا أنّ هناك عدّة فروق بينهما، وهي:
- عطف البيان لا يمكن أن يكون ضميراً، ولا تابعاً لضمير بخلاف البدل، الذي يصح أن يكون كذلك.
- عطف البيان لا يمكن أن يكون جملة ولا تابعاً لجملة بينما البدل يمكن أن يكون كذلك.
- عطف البيان لا يمكن أن يكون فعلاً بينما البدل قد يكون فعلاً.
- عطف البيان لا يخالف متبوعه في تعريفه وتنكيره، ولا يختلف في جواز ذلك في البدل.
- عَطْفَ البيان يكون فقط في المعارف بخلاف البدل الذي يمكن أن يكون في غير ذلك أيضاً.
- عطفَ البيان يكون في تقدير جملة واحدة، في حين أنّ البَدَل يكون في تقدير جملتين على الأصح.
- المُعْتَمد في البَدَل الثَّاني، والأول يكون تَوْطِئة وتمهيد له.
- عَطْفُ البَيَان يُشتَرط مطابَقَتُه لما قَبْله في التَّعْرِيف بخلاف البدل.
- لا يكونُ عَطفُ البيان بلفظ الأَوَّل، ويجوزُ في البَدَل.
- لَيْس في عَطْفِ البَيَان نِيَّةُ إحْلالِه مَحَلَّ الأول، بِخلاَف البَدَل.

ويمكن إعراب التابع بدلاً أو عطف بيان إذا صحّ استبدال التابع بالمتبوع أو تكرار العامل، فإذا لم يصحّ فالتابع يُعرب على أنّه عطف بيان فقط.